# Right Whale Rocks
Die Right Whale Rocks sind eine Gruppe von Klippenfelsen vor der Nordküste Südgeorgiens. Sie liegen 400 m nördlich des Barff Point auf der Ostseite der Einfahrt zur Cumberland Bay.
Die Besatzung des britischen Schiffs HMS Sapho gab ihnen 1906 den Namen Merton Rocks. Diese setzte sich jedoch nicht durch, da der heute gültige Name bereits zuvor etabliert war. Namensgebend ist die englische Bezeichnung right whale für Eubalaena, eine Gattung der Glattwale.